# Technisches Hilfswerk
Bundesanstalt Technisches Hilfswerk (THW, Spolková agentura pro technickou pomoc) je organizace zřízená spolkovou vládou Německa určená k civilní ochraně. Naprostou většinu z 79 514 příslušníků tvoří dobrovolníci.

## Úkoly

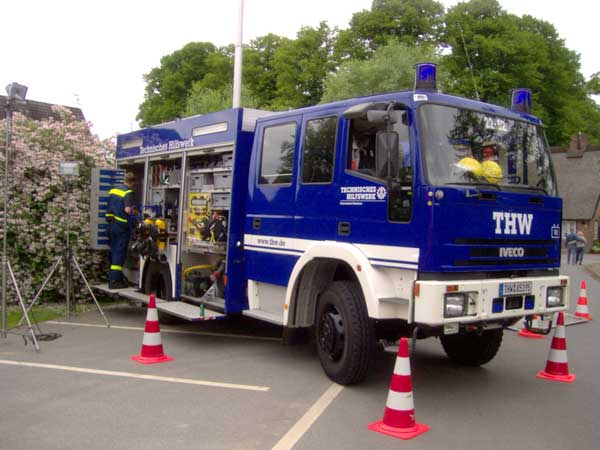
Vozidlo technické podpory (GKW)

Úkoly jsou určeny zákonem nazývaným THW-Gesetz:
- technická a logistická podpora jiných (německých) státních, nestátních a dalších orgánů a organizací (např. požárních sborů, policie apod.),
- technická a humanitární pomoc v zahraničí dle rozhodnutí německé vlády,
- technická pomoc v Německu jako součást opatření civilní obrany.

## Historie
Technisches Hilfswerk byla založena nařízením ministra vnitra v roce 1950. Prvním prezidentem se stal Otto Lummitzsch, který v roce 1919 zakládal Technische Nothilfe, předchůdce THW. Stěžejním motivem založení organizace byla civilní obrana v případné válce. Následující desetiletí záběr rozšířilo o nehody v dopravě, průmyslové havárie i na pomoc při zemětřesení.